# Sarkhej-Okaf
Sarkhej-Okaf là một thành phố và khu đô thị của quận Ahmadabad thuộc bang Gujarat, Ấn Độ.

## Nhân khẩu
Theo điều tra dân số năm 2001 của Ấn Độ, Sarkhej-Okaf có dân số 23.086 người. Phái nam chiếm 52% tổng số dân và phái nữ chiếm 48%. Sarkhej-Okaf có tỷ lệ 65% biết đọc biết viết, cao hơn tỷ lệ trung bình toàn quốc là 59,5%: tỷ lệ cho phái nam là 74%, và tỷ lệ cho phái nữ là 56%. Tại Sarkhej-Okaf, 14% dân số nhỏ hơn 6 tuổi.